# Balatonszemes
Balatonszemes is een plaats (község) en gemeente in het Hongaarse comitaat Somogy. Balatonszemes telt 1658 inwoners (2001).